# Ashley Trujillo
Ashley Trujillo Castaño (Londres, Inglaterra, 10 de diciembre de 2008) es un futbolista profesional británico-colombiano que juega como delantero centro en el Queens Park Rangers F. C. de la EFL Championship de Inglaterra. Es internacional con la selección sub-17 de Colombia.

## Trayectoria
Trujillo nació en Londres y sus padres son de Cali. Comenzó su carrera en las divisiones juveniles del Queens Park Rangers, donde rápidamente se destacó por su capacidad goleadora y su visión de juego. 

## Selección nacional

### Selecciones juveniles
Gracias a su doble nacionalidad, Trujillo fue convocado por la Selección de fútbol sub-17 de Colombia en 2025 para disputar el Sudamericano Sub-17, celebrado en Colombia. En el torneo se destacó como el número 10 del equipo, anotando un gol clave en la victoria ante Perú y ayudando al equipo a alcanzar la final, donde obtuvo la medalla de plata.

#### Participaciones en Sudamericanos
| Campeonato                  | Sede     | Resultado  | Partidos | Goles |
| --------------------------- | -------- | ---------- | -------- | ----- |
| Sudamericano Sub-17 de 2025 | Colombia | Subcampeón | 3        | 1     |

### Goles internacionales
| N.º | Fecha               | Sede                                               | Rival | Marcador | Resultado | Competición                        |
| --- | ------------------- | -------------------------------------------------- | ----- | -------- | --------- | ---------------------------------- |
| 1   | 27 de marzo de 2025 | Estadio Jaraguay, Planeta Rica, Montería, Colombia | Perú  | 0–1      | 0–2       | Torneo Sudamericano Sub-17 de 2025 |